# Sonja Kato-Mailath-Pokorny

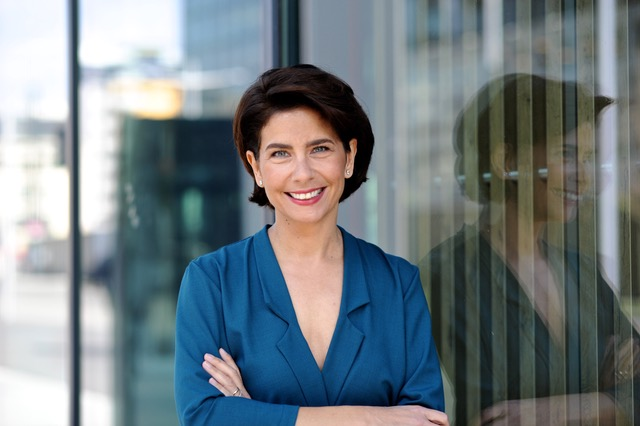
Sonja Kato-Mailath-Pokorny (2018)

Sonja Kato (* 14. Jänner 1972 in Wien) ist eine österreichische Veranstaltungsmoderatorin und Business-Coach.

## Beruflicher Werdegang
Sonja Kato arbeitete zu Beginn der 1990er Jahre als freie Mitarbeiterin bei Ö3 und dem Bundespressedienst der SPÖ. Sie war zwischen 1995 und 1997 Redakteurin in der Pressestelle der SPÖ Wien. Ab 1997 arbeitete sie als   Pressereferentin von Frauen- und Verbraucherschutzministerin Barbara Prammer und wechselte 2000 als Redakteurin zum Presse- und Informationsdienst der Stadt Wien. Dort war sie Pressereferentin der Wiener Stadträtin und späteren Vizebürgermeisterin Renate Brauner. Von 2001 bis 2007 war sie Geschäftsführerin des Wiener Frauenkommunikations- und Veranstaltungszentrums ega.
Von 2001 bis 2010 vertrat sie die SPÖ im Wiener Landtag und Gemeinderat. 2005 absolvierte sie einen Universitätslehrgang zur geprüften Veranstaltungsmanagerin. Sonja Kato war von 2005 bis 2018 Vorstandsmitglied im Verein Wiener Frauenhäuser, seit seiner Gründung 2006 Vorstandsmitglied im Verein WomensCooperation International und seit 2008 Vorstandsmitglied im Wiener Jüdischen Berufsbildungszentrum, JBBZ. 2007 schloss sie ihr Studium der Geschichte mit dem Magister-Grad ab.
2009–2011 arbeitete Kato für das österreichische Privatfernsehunternehmen ProSieben/Sat.1-Österreich, zuletzt leitete sie den Kommunikationsbereich. Seit Oktober 2011 ist sie Inhaberin der von ihr gegründeten Agentur unikato-communications & coaching.
2012 absolvierte Kato die mehrteilige Ausbildung der Coaching Akademie Schweiz zum Systemischen Coach und zum Systemischen Businesscoach nach dem St. Galler Modell. Von 2015 bis 2020 organisierte sie die „Wiener Damenwiesn“, ein ladies-only-Networking und Charity-Treffen von rund 200 Frauen aus Wirtschaft, Industrie, Medien und Kultur. Seit 2017 ist sie Wiener Pink-Ribbon-Botschafterin. Sie ist Beirätin in der Österreichisch Israelischen Gesellschaft.

## Privates
Sonja Kato ist von Andreas Mailath-Pokorny geschieden und hat aus der Ehe zwei Söhne.